# Galaxie

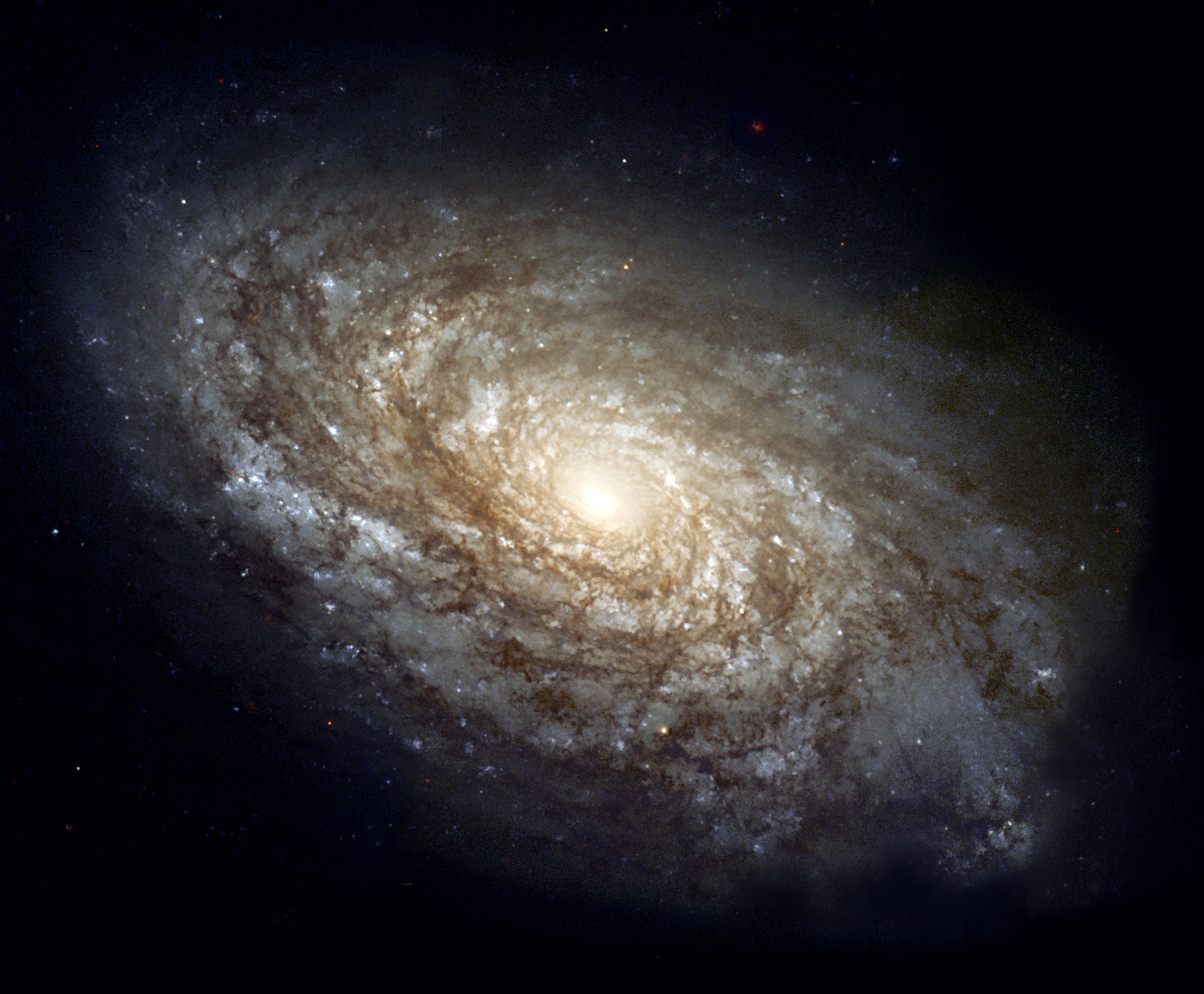
NGC 4414, o galaxie spirală tipică din constelația Coma Berenices; are un diametru de aproximativ 56.000 de ani-lumină și se află la o distanță față de Pământ de aproximativ 60 de milioane de ani

O galaxie (cuvântul provine din greacă de la γαλαξίας, galaxias, însemnând „cerc lăptos”, o referire la Calea Lactee) este un sistem cu masă, unit de forțe gravitaționale, alcătuit dintr-o aglomerație de stele, praf și gaz interstelar precum și, dar încă nedovedit, materie întunecată invizibilă și energie întunecată.  Cercetări recente astronomice apreciază că în univers există circa 2000 de miliarde de galaxii.
Calea Lactee, galaxia în care se găsește Sistemul Solar, numără vreo câteva sute de miliarde de stele (1011) și are o întindere de ordinul a 80.000 de ani-lumină. Un raport al misiunii spațiale europene Gaia a făcut publică, la 25 aprilie 2018, poziția a 1.692.919.135 de stele din Galaxia Noastră, ceea ce reprezintă mai puțin de 1 % din totalitatea stelelor prezente în Galaxia Noastră.Cele mai multe galaxii tipice au un număr similar de astre, dar există și galaxii pitice care numără abia vreo zece miliarde de stele (1010), și galaxii gigante care numără mai multe miliarde de miliarde de stele (1012). Pe baza acestor cifre și a taliei Universului observabil, se estimează că acesta numără vreo câteva sute de miliarde de galaxii cu masă semnificativă. Populația de galaxii pitice este totuși foarte dificil de determinat, din cauza masei și luminozității lor foarte slabe. Prin urmare ar putea conține până la 2.000 de miliarde de galaxii, dar acest lucru nu va putea fi confirmat decât cu observațiile viitoarelor telescoape (așa cum sunt Telescopul Gigant European sau Telescopul de Treizeci de Metri).
Galaxiile tipice conțin între 107 (galaxiile pitice) și 1012 (galaxiile gigante) sau chiar mai multe stele, toate orbitând în jurul unui centru de gravitație comun. În plus față de stele singuratice și de un mediu interstelar subtil, majoritatea galaxiilor conțin un număr mare de sisteme stelare, de roiuri stelare și de tipuri variate de nebuloase. Majoritatea galaxiilor au un diametru cuprins între câteva zeci și câteva sute de mii de ani lumină și sunt de obicei separate una de alta prin distanțe de ordinul câtorva milioane de ani lumină. Unele galaxii mari cuprind în structura lor complexă și un număr de galaxii mai mici, numite galaxii satelit.
Cu toate că așa numitele materie întunecată și energie întunecată reprezintă peste 90 % din masa majorității galaxiilor, natura acestor componente invizibile nu este înțeleasă bine. Cu privire la găurile negre, există unele dovezi că în centrul unor galaxii (probabil a tuturora) există găuri negre imense.
Spațiul intergalactic, spațiul dintre galaxii, este aproape vid, având o densitate de mai puțin de un atom pe metru cub de gaz sau praf. În tot Universul vizibil probabil că există mai mult de 1011 galaxii.

## Etimologia substantivului românesc galaxie
Substantivul românesc galaxie este împrumutat din franceză: galaxie, care este un împrumut din  greaca veche, prin intermediul limbii latine: galaxias, „Calea Laptelui”. Acest cuvânt grec, galaxias, γαλαξίας, este un compus al cuvântului grecesc gala, „lapte”.

## Tipuri de galaxii
Edwin Hubble a clasificat galaxiile în trei grupe: eliptice, spiralate și lenticulare; în afară de aceste grupe generale mai există și tipuri particulare de galaxii, cum ar fi cele neregulate. Cu toate că secvența Hubble cuprinde toate galaxiile, ea se bazează numai pe aspectul morfologic vizibil, deci poate omite importanța anumitor caracteristici ale galaxiilor cum ar fi rata de formare a stelelor.
Galaxia noastră, Calea Lactee, uneori numită pur și simplu Galaxia (prima literă cu majusculă), este o galaxie în spirală cu bare de forma unui disc, având un diametru de aproximativ 30 kiloparseci sau 100.000 ani-lumină și o grosime de aproximativ 3.000 ani-lumină. Ea conține aproximativ 3·1011 stele și are o masă de aproximativ 6·1011 ori masa Soarelui.
La galaxiile spiralate, brațele spiralei au forma asemănătoare cu spiralele logaritmice, o structură care poate rezulta în mod teoretic în urma unei dislocări într-o masă uniformă de stele rotative.
Asemenea stelelor, brațele spiralei se rotesc și ele în jurul centrului, aceasta întâmplându-se cu o viteză unghiulară constantă. Asta înseamnă că stelele se deplasează în interiorul și în afara brațelor spiralei. Se crede că brațele spiralei sunt suprafețe cu densitate mare. Pe măsură ce stelele se mișcă în interiorul unui braț, ele încetinesc, creând astfel o densitate mai mare. Brațele sunt vizibile deoarece densitatea mai mare facilitează formarea de stele noi, deci adăpostesc multe stele strălucitoare și stele tinere.
Un nou tip de galaxii, clasificate drept Galaxii Pitice Ultra Compacte, au fost descoperite în 2003 de Michael Drinkwater de la Universitatea din Queensland, Australia.

## Structuri de proporții mai mari
Puține galaxii există în mod separat. Majoritatea galaxiilor sunt legate gravitațional de alte galaxii. Structurile conținând până la 50 de galaxii sunt numite grupuri de galaxii, iar structurile mai mari, conținând multe mii de galaxii înghesuite într-o arie de câțiva megaparseci în diametru sunt numite roiuri. Roiurile de galaxii sunt adesea dominate de o galaxie eliptică gigantică, care, cu timpul, distruge galaxiile satelit din jurul ei și le încorporează. Superroiurile sunt colecții gigantice conținând zeci de mii de galaxii, găsite în roiuri, grupuri și câteodată individuale.
Galaxia noastră este membră a Grupului Local, pe care-l domină împreună cu galaxia Andromeda; per total, Grupul Local conține cam 30 de galaxii într-un spațiu de aproximativ un megaparsec diametru. Grupul Local este la rândul lui parte componentă a superroiului Virgo, care este dominat de roiul Virgo (din care Galaxia Noastră nu face parte).

## Istoric
În 1610, Galileo Galilei a folosit un telescop pentru a studia banda strălucitoare de pe cerul nopții, cunoscută și sub numele de Calea Lactee, și a descoperit că este alcătuită dintr-un număr imens de stele mici. Într-un tratat din 1755, Immanuel Kant, inspirându-se din munca lui Thomas Wright, a speculat (corect) că galaxia ar fi un corp rotativ alcătuit dintr-un număr imens de stele, grupate de forțe gravitaționale, asemenea sistemului solar, dar la o scară mult mai mare. Discul de stele rezultat va fi văzut ca o bandă din perspectiva noastră din interiorul discului. Kant a presupus de asemenea că unele din nebuloasele vizibile pe cerul nopții ar fi galaxii separate.
Spre sfârșitul secolului al XVIII-lea, Charles Messier a întocmit un catalog conținând cele mai strălucitoare 109 nebuloase, urmat mai apoi de un catalog de 5000 de nebuloase, creat de William Herschel. În 1845, Lord Rosse a construit un telescop nou și a fost capabil să distingă între nebuloasele eliptice și cele în spirală. Cu toate acestea, nebuloasele nu au fost acceptate ca fiind galaxii separate, până când problema a fost rezolvată de Edwin Hubble la începutul anilor 1920 folsind un nou telescop. El a reușit să determine părțile exterioare a unor nebuloase în spirală ca fiind colecții de stele individuale și a identificat câteva variabile Cefeide, astfel permițând estimarea distanțelor până la nebuloase: erau prea departe ca să facă parte din Calea Lactee. În 1936, Hubble a creat un sistem de clasificare a galaxiilor care se folosește și astăzi, numit „secvența Hubble”.
Prima încercare de a descrie forma Căii Lactee și poziția soarelui în interiorul ei a fost realizată de William Herschel în 1785 prin numărarea atentă a stelelor în diferite regiuni ale cerului. Folosind o abordare îmbunătățită, în 1920, Kapteyn a ajuns la imaginea unei galaxii elipsoidale mici (cu diametrul de aproximativ 15 kiloparseci), având Soarele aproape de centru. O metodă diferită, folosită de Harlow Shapley, bazată pe catalogarea roiurilor globulare a condus la o imagine total diferită: un disc plat cu diametrul de aproximativ 70 kiloparseci și Soarele departe de centru. Amândouă analizele nu au luat în calcul absorbția luminii de praful interstelar prezent în planul galactic. Odată ce Robert Julius Trumpler a cuantificat acest efect în 1930, studiind roiurile deschise, imaginea actuală a galaxiei prezentată mai sus s-a stabilit.
În 1944, Hendrik van de Hulst a prezis radiația microundelor ca având o lungime de undă de 21 centimetri, rezultată din hidrogenul atomic interstelar. Această radiație a fost observată în 1951 și a permis un studiu mult îmbunătățit al Galaxiei, deoarece nu este absorbită de praf, iar deplasarea sa Doppler poate fi folosită pentru a urmări mișcarea gazului în Galaxie. Aceste observații au condus la postularea unei structuri sub formă de bară rotativă în centrul Galaxiei. Cu ajutorul telescoapelor radio îmbunătățite, hidrogenul putea fi urmărit și în alte galaxii. În anii 1970 s-a realizat că masa totală a galaxiilor vizibile nu se potrivește cu viteza gazului rotativ, astfel s-a ajuns la postularea materiei întunecate.

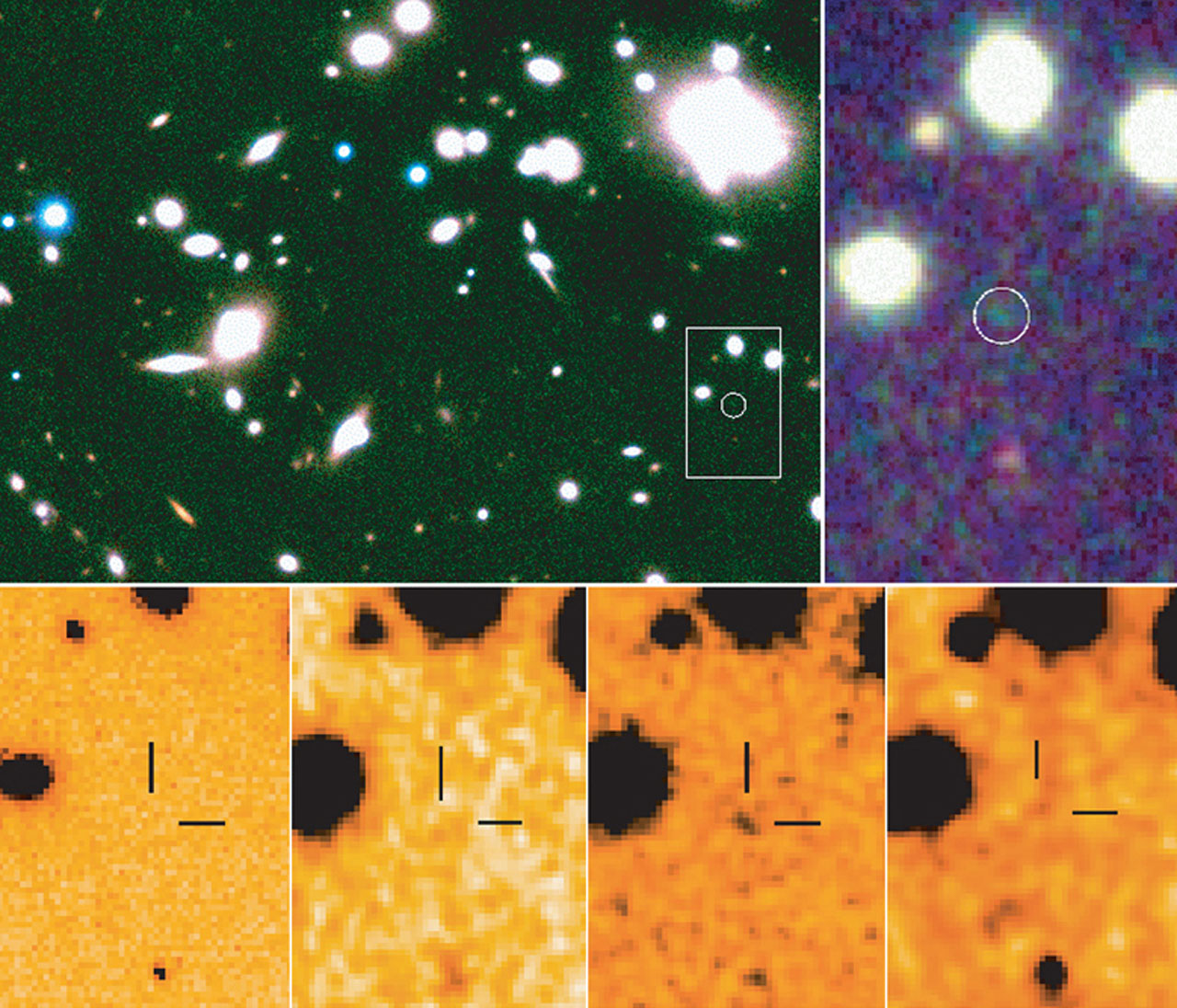
Galaxia Abell 1835 IR1916 se vede ca un punct mic în această fotografie a galaxiilor depărtate. Imagine pusă la dispoziție de ESO (European Southern Observatory).

 Începând cu anii 1990, telescopul Hubble a produs observații îmbunătățite. Printre altele, s-a stabilit că materia întunecată nu poate consta doar din stele slabe și mici. Telescopul a fotografiat Câmpul Adânc Hubble, aducând dovezi pentru miliarde de galaxii care există în universul vizibil.
În 2004, galaxia Abell 1835 IR1916 a devenit cea mai depărtată galaxie văzută vreodată de oameni.

### Istoria formării Căii Lactee (arborele său geneaologic)
In august 2020 un grup de astrofizicieni germani și englezi de la Universitatea Heidelberg (Germania) au prezentat în premieră un „arbore geneaologic“ al Căii Lactee.
Cu ajutorul programului sofisticat E-MOSAICS, bazat pe inteligență artificială, ei au reușit să reconstituie istoria formării primordiale a Căii Lactee din numeroasele roiuri sferice (globulare) preexistente în spațiul ocupat ulterior de galaxia noastră. La desăvȃrșirea ulterioară a galaxiei a contribuit apoi absorbția a 15 galaxii mai mici, cu care s-a contopit.